# Олег Коверко
Коверко Олег (англ. Oleh Kowerko; 7 травня 1937, Вага) — український поет. Член Нью-Йоркської групи поетів. Президент Українського інституту модерного мистецтва в Чикаго (з 1996).

## З біографії
Народився 7 травня 1937 року в селі Вага (за ін. даними на хуторі Веселівка) біля Підгайців на Тернопільщині. З 1944 року — в еміграції: спочатку в Німеччині, з 1949 — у США. Середню освіту здобув у Нью-Йорку, вищу — на факультеті загального літературознавства Чиказького університету. Вчителював у католицьких школах Чикаго, працював у кредитній спілці «Самопоміч». Очолював Український інститут модерного мистецтва в Чикаго (з 1996). З середини 70-х років перестав друкуватися. Член Об'єднання українських письменників «Слово».
В 2015 році взяв участь у зйомках фільму Олександра Фразе-Фразенка «Акваріум в морі» про Нью-Йоркську групу поетів. На початку 2017 року Олександр Фразе-Фразенко оголосив про роботу над фільмом «Коко» про Олега Коверка.

## Бібліогафія творів
Автор поетичних збірок «Ескізи над віддаллю» (1966), «Втеча» (1969).
Окремі видання:
- Коверко О. Ескізи над віддаллю. — Нью-Йорк — Чикаго, 1966. — 48 с.
- Коверко О. Втеча. — Нью-Йорк — Чикаго, 1969. — 48 с.
- Коверко О. Вірші // Поезія-90. — К.: Радянський письменник, 1990. — Вип. 2. — С. 96-97.